# A katolikus egyház által kiközösítettek listája
A cikk a katolikus egyház ismertebb kiközösítéseit sorolja fel időrendben. A lista közel nem teljes.

## 1-5. század
| Portré | Név                          | Ország          | Tevékenység                                                                 | Dátum                        | Ok |
| ------ | ---------------------------- | --------------- | --------------------------------------------------------------------------- | ---------------------------- | --- |
|        | Markión                      | Római Birodalom | a markioniták szektájának alapítója                                         | 130 körül                    | Markión a szinopei püspök fia volt, akit apja kizárt az Egyházból, valószínűleg tanai miatt, ezért 130 körül Szmirnába ment. 139-ben Rómába költözve megfogalmazta tanítását, átírta Lukács evangéliumát és Szent Pál 10 levelét, ezért 144-ben itt is kiközösítették. Ezután egyházat alapított. |
|        | a kis-ázsiai egyházak tagjai |                 |                                                                             | 160 körül                    | I. Viktor római püspök kiközösíti a kis-ázsiai egyházakat a húsvéti vita során |
|        | Arius                        | Római Birodalom | alexandriai pap, az arianizmus krisztológiai eretnekség és iskola alapítója | 320 körül–? ; 325.06.19.–335 | Arius tanítását először 320 körül a Szent Alexandrosz alexandriai pátriárka által összehívott tartományi zsinat ítélte el, kb. 100 püspök vett rajta részt. I. Szilveszter pápát is tájékoztatta a pátriárka a döntésről. Később egy Nikomédiába összehívott zsinat visszahelyezte hivatalába Ariust. A niceai (első egyetemes) zsinaton 325.06.19-én tanai miatt Ariust ismét kiközösítették, az arianizmust elítélték. A császár birodalmi törvényként hirdette ki a zsinat hitvallását. Ariust száműzte, ám 328-ban visszahívta. 335-ben a tírusz-jeruzsálemi zsinaton visszakapta hivatalát. Konstantinápolyban ünnepélyes kiengesztelődésre került volna sor, ám előtte váratlanul meghalt 336-ban. |
|        | Eutükhész                    |                 |                                                                             | 451                          | A khalkédóni zsinat dogmaként mondja ki, hogy Krisztus egy személy két természetben, keveredés nélkül és hogy Szűz Mária az Isten Anyja. A monofiziták szakadását vonja maga után. |

## 6–10. század
| Portré | Név         | Ország            | Tevékenység                | Dátum   | Ok |
| ------ | ----------- | ----------------- | -------------------------- | ------- | --- |
|        | I. Phótiosz | Bizánci Birodalom | konstantinápolyi pátriárka | 863–880 | I. Miklós pápa 863-ban kiközösítette Phótioszt, mert jogtalanul ült Ignatiosz konstantinápolyi pátriárka székében. Válaszul 867-ben Phótiosz a bizánci zsinaton eretnekség vádjával kiközösítette I. Miklós pápát. II. Adorján pápa a 869 júniusában Rómában tartott zsinaton megerősítette Miklós pápa intézkedéseit. A 869.09.27-én kezdődő negyedik konstantinápolyi zsinat is kiközösítette 10.05-én a jelen lévő, de nem védekező Phótioszt. A zsinaton II. Adorján pápa 3 legátusa elnökölt. A 879-től 880-ig tartó helyi zsinaton (az ortodox kereszténységben 8. egyetemes zsinat) visszavonták Phótiosz kiközösítését, ahol VIII. János pápa legátusai is jelen voltak, és a zsinat határozatait a pápa jóváhagyta. |

## 11–15. század

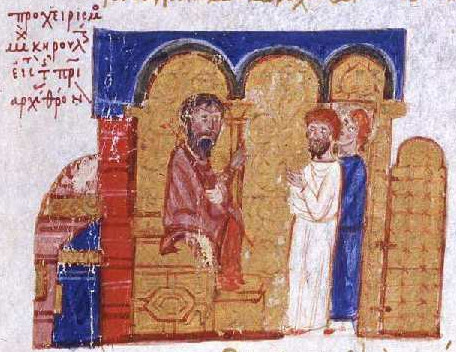
I. Mihály konstantinápolyi pátriárka kiközösítése maga után vonta a nagy egyházszakadást

- I. Mihály konstantinápolyi pátriárka – 1054-ben IX. Leó pápa küldöttséget indított Konstantinápolyba, hogy megtagadják tőle az „ökumenikus pátriárka” címet és rávegyék a római pápa fennhatóságának elismerésére; majd a követség vezetője kiközösítette a pátriárkát és kezdetét vette a nagy egyházszakadás.[7]
- II. Róbert francia király – Bár a „jámbor” melléknevet azért kapta, mert buzgó vallásos volt, ennek ellenére V. Gergely pápa ideiglenesen kiközösítette 998 végén, mivel unokatestvérével, Bertha  burgundiai hercegnővel összeházasodott. Hosszú tárgyalások után II. Szilveszter pápa a büntetést hét évi penitenciára változtatta, ő pedig 1004-ben elvált a hercegnőtől.[8][9]
- I. Fülöp francia király – Szerelmes lett egy házas asszonyba, Bertradába, ezért 1092-ben 20 év házasság után feleségét, Bertát elűzte, Bertradát pedig megszöktette a férjétől és feleségül vette. Emiatt II. Orbán pápa 1096 novemberében a clermonti zsinaton kiközösítette. 1104-ben vonták vissza a kiközösítést, amikor Fülöp elvált Bertradától. Később mégis udvarába hívta, és vele élt haláláig (1108).[10][11]
- Sámuel magyar király – Egyházi és világi előkelőségeket eltávolított a hatalomból, az egyházi vagyonra adót vetett ki és az eltávolított szervezkedők közül 50 főembert 1044 tavaszán (böjti időszakban) husángokkal agyonveretett. Ezért Gellért püspök 1044 húsvétján megtagadta megkoronázását, és IX. Benedek pápa kiátkozta.[12][13][14]
- II. András magyar király – Intézkedéseivel a katolikus egyházat hátrányos, az izmaelitákat és zsidókat előnyös helyzetbe juttatta, akik szintén nem kedveztek a keresztényeknek. Az 1222-es Aranybulla 1231-es megújítása többek között ezt is orvosolta volna. Ennek az ún. Második Aranybullának a megerősítő záradéka szerint a királyt, ha nem tartja be az oklevélben foglaltakat, az esztergomi érsek figyelmeztetés után kiközösítheti. A király figyelmeztetés után se teljesítette kötelezettségeit, ezért 1232. február 29-én Róbert esztergomi érsek a pápa korábbi felhatalmazására és a második aranybulla záradékára hivatkozva a kiközösítéshez hasonló egyházi tilalmat (interdiktum) vezetett be az országban, kiközösítette a nádort és Sámuel kamaraispánt, ám II. András még haladékot kapott. A tilalmat és a kiközösítéseket a király kérésére hamarosan felfüggesztették (1232. július 22-én szólította fel IX. Gergely pápa Róbert érseket az interdiktumtól való eltekintésre), aki újabb haladékot kapott. A király továbbra sem tette meg a szükséges lépéseket, ezért IX. Gergely pápa 1232.08.12-én külön figyelmeztette őt, és felhatalmazta Pecorari Jakab bíboros pápai legátust, hogy alkalmazhat akár kiközösítést is. A bíboros megbízottjai (Bertalan veszprémi püspök és Cognescens esztergomi kanonok) a királyt a beregi erdőnél lévő táborában érték el. Itt írták alá 1233.08.20-án az ún. beregi egyezményt, a katolikus egyházat ért sérelmek orvoslása céljából. A teljesítés határidejét 1234 márciusában tűzték ki (feltehetőleg  április 23-ra). Nem teljesítés esetén kiközösítést és interdiktumot helyeztek kilátásba, amit János boszniai püspök hirdethetett ki, az esztergomi domonkosok perjelével és a magyar ferences tartomány főnökével együtt. A király rövid határidőre hivatkozva még figyelmeztetés után sem teljesített, ezért 1234.július 19-én az egyházi büntetések érvénybe léptek. A király és Róbert esztergomi érsek föllebbezett a pápához, aki augusztus 16-án meghagyta János püspöknek és társainak, hogy teljesítés esetén vonják vissza az egyházi büntetéseket, végül 1234.augusztus 31-én a kiközösítést visszavonta. A teljesítéssel kapcsolatban engedményeket adott, és biztosította Andrást, hogy pápai meghatalmazás nélkül őt és rokonait külön nem közösíthetik ki.[15][16][17][18]
- Sverre norvég király – Sverre Sigurdsson norvég király olyan norvég egyházat akart, aminek nem a pápa, hanem a norvég király a feje. A püspököket kényszerítette, hogy felkenjék norvég királlyá, Eirik Ivarsson norvég érseknek pedig menekülnie kellett az országból. III. Celesztin pápa 1194-ben kiközösítette, amit III. Ince pápa 1198-ban felfüggesztett.[19][20]
- IV. Henrik német-római császár – Az invesztitúraharc során a császár a német püspökökkel együtt a wormsi birodalmi zsinaton trónfosztottnak nyilvánította VII. Gergely pápát 1076-ban, aki emiatt 1076.02.14-én a böjti zsinaton a császárt kiközösítette. A német világi előkelők a pápát támogatták, ezért trónja megtartása érdekében a császár Canossában vezekelt 1077. január 25-28-án, ahol visszavonták a kiközösítést. Az invesztitúraharc miatt 1080. március 7-én a lateráni zsinaton a pápa ismét kiközösítette a császárt, aki 1084 márciusában elfoglalta egész Rómát, a pápát az Angyalvárba zárta és III. Kelement állította ellenpápának.[21][22][23][24] 1087.08.29-én a beneventói zsinaton III. Viktor pápa megismételte IV. Henrik kiközösítését.[25] 1102-ben II. Paszkál pápa megújította a császár közösítését.[26]
- Guibert, ravennai püspök, III. Kelemen néven ellenpápa – 1076-ban VII. Gergely pápa kiátkozta az összes püspököt, aki részt vett a pápa trónfosztását kimondó wormsi zsinaton, így Guibertet is. Válaszul a ravennai püspök Paviába hívta össze a lombardiai klérust, ahol az általa vezetett zsinaton kiátkozták Gergelyt. Erre 1078-ban a nagyböjti zsinaton a pápa név szerint is kiátkozta Guibertet.[27]
- V. Henrik német-római császár  – V. Henrik Rómában radikális megoldást javasolt az invesztitúra kérdés megoldására, amit a sutri konkordátumban 1111.02.09-én rögzítettek. Ennek értelmében Henrik császárrá koronázásakor lemond az invesztitúráról, a német püspökök viszont lemondanak a birodalmi birtokokról és regáliákról. 02.12-én a Szent Péter-bazilikában ezt ki is hirdették, de a Gergely-párti püspökök és fejedelmek olyan erővel tiltakoztak, hogy a koronázás nem történhetett meg. Henrik ekkor elfogatta II. Paszkált, és 04.12-én Ponte Mammolóban kikényszerítette tőle a privilégiumot, hogy a szabadon és szimónia nélkül megválasztott püspököket gyűrűvel és pásztorbottal beiktathatja, a pápa pedig többé nem fogja őt kiközösíteni. Másnap megtörtént a császárrá koronázás. II. Paszkál azonban a püspökök (főleg a franciák) nyomására parvilegiumnak nevezte e kicsikart kiváltságot, és 1112-ben és 1116-ban zsinaton vonta vissza. Az utóbbi zsinat el is ítélte a királyt. Henriket a pápa nem közösítette ki, de a Gergely-pártiak nyomására jóvá kellett hagynia több francia és német zsinat kiközösítő végzését. Az 1112-es vienne-i zsinat (amit a későbbi II. Kallixtusz pápa pápai legátusként vezetett) tiltakozott az V. Henrik által II. Paszkáltól kicsikart kiváltságok ellen, és kiközösítette a császárt, amit a pápa jóvá is hagyott.[26][28] 1118. március 8-án V. Henrik császár VIII. Gergely néven ellenpápát állított II. Geláz pápával szemben, ezért a pápa a császárt és az ellenpápát kiközösítette 1118. április 7-én a capuai zsinaton.[29] II. Callistus első intézkedéseivel az invesztitúra kérdését próbálta rendezni: békét akart kötni Henrikkel. Követséget küldött Henrikhez, aki kezdetben hajlandónak is látszott változtatni az invesztitúra módján, később azonban megmakacsolta magát, ezért 1119 októberében a reimsi zsinaton ő is kiközösítette.[30]
- VIII. Gergely (ellenpápa) – 1118. március 8-án V. Henrik császár VIII. Gergely néven ellenpápát állított II. Geláz pápával szemben, ezért a pápa a császárt és az ellenpápát kiközösítette 1118.04.07-én a capuai zsinaton.[29]
- III. Konrád német király – III. Konrád fellázadt III. Lothár uralkodó (később császár) ellen, és 1128-ban Lombardia királyává koronáztatta magát, ekkor II. Honorius pápa kiközösítette. Konrád 1135-ben kibékült Lothárral.[31][32]
- V. Anselm milánói érsek – V. Anselm 1126-tól 1135-ig volt Lombardia székhelyének, Milánónak az érseke. Az ő érseksége alatt 1128-ban koronáztatta magát Lombardia királyává III. Lothár német uralkodó ellen lázadó III. Konrád, akit emiatt ebben az évben II. Honorius pápa kiközösített, az érsekkel együtt. 1130-ban II. Anaklét ellenpápát támogatta II. Ince pápával szemben. Clairvaux-i Szent Bernát közreműködésével mozdították el, 1139. április 4-én pedig a lateráni egyetemes zsinat megnyitóján II. Ince pápa azonnal megfosztotta hivataluktól Anaklét híveit; vissza kellett adniuk palliumukat, pásztorbotjukat és püspöki gyűrűjüket.[33][34][35]
- II. Henrik angol király – 1164 januárjában írásba foglalta a Clarendoni konstitúciókat, amelyben az egyház kárára akarta növelni a korona hatalmát, de ezt Becket Tamás angliai érsek nem írta alá. A két fél szembenállása során Henriknek haragjában olyan félreérthető mondata volt, amely miatt négy lovagja 1170. december 29-én az érseket a canterburyi székesegyházban vesperás közben bántalmazta és megölte. Ezért 1171-ben III. Sándor pápa kiközösítette Henriket, aki kénytelen volt ártatlanságát esküvel bizonyítani, a clarendoni konstitúciókat visszavonni és megbüntetni a tetteseket. 1172-ben a pápa föloldotta a kiközösítést és 1173.02.02-án Becket Tamást szentté avatta. 1174. július 12-én Henrik nyilvánosan vezekelt Becket Tamás sírjánál (három mérföldet gyalogolt mezítláb).[36][37][38][39][40]
- Owain Gwynedd, Gwynedd királya, Wales hercege – Owain Gwynedd (ap Gruffydd ap Cynan) 1140 körül feleségül vette (elsőfokú) unokahúgát, Chrisiantot (Cristint, Christinat), ráadásul már házas volt Gwladus ferch Llywarch ap Trahaearn-el, akitől egy fia is volt, Iorwerth. Az 1150-es évek közepén az akkori érsek, Theobald ellenezte a kapcsolatot. 1169-ben III. Sándor pápa is felszólította a vérfertőző kapcsolat megszüntetésére. A király nyilvánosan megtagadta a pápa felszólítását, és a pápai futárt erőszakkal bezáratta. Ezután Anglia ekkori érseke, Becket Tamás is hiába próbálta jobb belátásra bírni, így végül 1170-ben megtörtént a kiközösítés. A király  még az év novemberében meghalt.[41][42]
- II. Frigyes német-római császár – 1215.07.25-én német királlyá koronázása után fogadalmat tett III. Ince pápának, hogy a Szentsír felszabadítására keresztes hadjáratot fog vezetni. 1217-re tűzték ki az V. keresztes hadjárat kezdetét, de Frigyes nem vett benne részt. A Szentföldre indulást folyamatosan halogatta, erőit inkább az európai hatalmi harcokra koncentrálta. Idővel fogadalma betartásának feltételéül római császárrá koronázását szabta. III. Honorius pápa 1220.11.20-án Rómában császárrá koronázta, ekkor Frigyes ismét megfogadta, hogy 1221 augusztusában elindult Jeruzsálem felszabadítására. Ennek elindítását szintén állandóan halogatta, és inkább meg akarta hódítani egész Itáliát. 1225-ben politikai házassággal szert tett a Jeruzsálem királya címre. Ezután IX. Gergely pápa emlékeztette korábbi fogadalmára, így végül 1227.09.08-án hajóval elindult a Szentföldre. Pár hét múlva maláriajárvány tört ki a hajón, ő is megbetegedett, így visszafordult. A pápa ezt egy újabb halogatás ürügyének vélte, ezért 1227.09.29-én kiközösítette, amit 1230.08.28-án föloldott. – Pár év múlva a császár harcba szállt a pápával, hogy megszerezze Lombardiát, ezért 1239.03.20-án újból kiközösítették. Frigyes ezután az 1241 húsvétjára hirdetett római zsinat megtartását ellehetetlenítette, és még Rómát is el akarta foglalni (kapui előtt állt, mikor a pápa meghalt). A pápasággal szemben a későbbiek során is kemény, kíméletlen harcot folytatott, ezért IV. Ince pápa 1245.07.17-én az I. lyoni zsinaton (amit elsősorban Frigyes elítélése miatt hívott össze, és amelyen a részvételt a császár megtiltotta és az oda vezető utakat is lezárta) egész nemzetségével együtt kiközösítette, és megfosztotta római császári és német királyi címétől. Az okok: szerződés- és esküszegés, békétlenség és eretnekség gyanúja, hitetlenekkel való paktálás, egyházüldöző intézkedések, az 1241-es római zsinatra utazó 100 főpap elfogása, püspökök elleni erőszak.[18][43][44][45][46]
- II. Alfonz portugál király – II. Alfonz portugál király növelni akarta hatalmát és gazdagságát a katolikus egyház kárára, ezért 1221-ben egyházi javakat foglalt le önkényesen, a papokat arra kényszerítette, hogy világi bíróság elé álljanak és a háborúkban részt vegyenek. Ez ellen a portugál érsek tiltakozott, emiatt az ő vagyonát is elkobozták és menekülnie kellett az országból. III. Honorius pápa három spanyol püspököt küldött Portugáliába a király meggyőzésére, eredménytelenül. Végül 1222-ben kiközösítette a királyt. A király leprás lett, és további nyomásgyakorlás hatására hajlandó volt tárgyalni a helyzet rendezéséről, de eközben 1223-ban meghalt.[47]
- III. Alfonz portugál király - III. Alfonz portugál király az egyház közreműködése következtében került hatalomra. Trónrakerülését követően az elődeihez hasonló politikát folytatott a katolikus egyházzal és az egyház birtokainak visszavételével kapcsolatban, ezért kiközösítésre került.
- Dénes portugál király - 1285-ben Dénes portugál király olyan törvényeket vezetett be, melyek megvonták a katolikus egyháztól és a vallási rendektől a földvásárlásra való engedélyt és arra kötelezték őket, hogy minden földbirtokukat, melyet uralkodása kezdetétől fogva vásároltak szolgáltassanak vissza. Ezért a katolikus egyház kiközösítette.
- Földnélküli János angol király – 1203-ban önkényesen nevezte ki Canterbury érsekét, akinek személyét III. Ince pápa nem fogadta el. 1207-ben a pápa Stephen Langtont nevezte ki érsekké, ezt viszont a király nem fogadta el. Hosszas tárgyalásokat követően 1208 márciusában a pápa interdiktum alá helyezte Angliát. A király válaszul egyházüldözésbe kezdett. Ezért 1212-ben a pápa kiközösítette és megfosztotta trónjától, az összes püspök pedig elhagyta az országot. 1213-ban a király végül felhagyott az egyházüldözéssel, elfogadta Langtont érseknek, így a kiközösítést is visszavonták.[48][49][50]
- a kathar eretnekeket védő urak – A katar eretnek mozgalom a katolikus egyház hitével össze nem egyeztethető tanokat vallott, például: az ember valójában a test börtönébe zárt bukott angyal, a testből való szabadulás útja a szigorú vezeklés és önmegtartóztatás, ezért tiltott minden földi élvezet; az ember lelke visszatér új testbe, akár állatéba is, amíg meg nem tisztul, ezért nem szabad állatokat levágni; nem engedelmeskedhetnek semmilyen földi hatóságnak és intézménynek. A katarok magukat tökéleteseknek hívatták, és úgy gondolták, hogy csak ők juthatnak a mennybe. A női tökéletesek feladata a vándorló katarok befogadására létesített menhelyek felügyelete volt. Aki tökéletes létére megszegte a katarok szabályait, elképzelésük szerint a Sátán hatalmába került. A tökéleteseket támogatókat hívőknek nevezték. A hívőkre nem vonatkoztak a tiltások, azt csináltak, amit akartak, csak a tanokat kellett vallaniuk és anyagilag támogatni a tökéleteseket. A katarokat támogató urak az egyházi birtokokat rabolták. Sok hívő szerződött egy tökéletessel, hogy ha halála közeledtével üzen érte, jöjjön el hozzá és fogadja be a tökéletesek közé. Ha mégis meggyógyult, a hozzátartozók föltételezték, hogy nem akarja a tökéletesek önmegtartóztató életét, ezért lelkét a bűnbeeséstől megmentendő, halálra éheztették. Egyesek e halálnemet önként választották, hívő anyák gyermekeiket is halálra éheztették. Főként Franciaországban voltak jelen, legerősebb időszakuk 1250-től 1300-ig terjed. Az 1139 áprilisában összehívott lateráni egyetemes zsinat döntött arról, hogy kiközösíti a katolikus egyház a katarokat és mindazokat, akik a kataroknak szállást adnak, vagy velük kereskednek.[35][51]
- a Zárát kifosztó velenceiek és keresztesek – III. Ince pápa tervei szerint a negyedik keresztes hadjárat seregeinek Szicíliában kellett volna behajózni. A seregek vezetője azonban még az előkészületek alatt meghalt, az új vezető, Montferrati Bonifác thesszalonikai király viszont Velencével egyezett meg. Velence viteldíj fejében (az akkor szintén keresztes magyar királysághoz tartozó) Zára városát követelte, amit állításuk szerint a magyarok királya "ragadott el tőle". A keresztesek több vezetője még a behajózáskor sem tudta még, hogy megváltozott az úticél. 1202 novemberében elesett Zára. Először fordult elő, hogy a keresztesek keresztények ellen vonultak. Velence, hogy csillapítsa a furcsa helyzetből adódó feszültséget, a zsákmány felét a harcoló csapatok közt osztotta szét. A tiltakozások ellenére a várost Velence egy évig megtartotta, majd teljesen kifosztva visszaadta jogos tulajdonosának. A pápa amikor mindezt megtudta, kiközösítette Velencét és a kereszteseket, de a kereszteseket feloldotta alóla azzal a feltétellel, ha eredeti úticéljuk szerint azonnal tovább hajóznak a Szentföldre. Ez nem történt meg, a kereszteseket felhergelték Velence gazdasági riválisa, Bizánc ellen (felidézve a korábbi keresztes hadjáratokban a keresztesek vesztére történt bizánci csalárdságokat és árulásokat), majd 1203-ban a pápa tiltása ellenére Konstantinápoly alá vonultak és pár hónap alatt el is foglalták, amiből a legtöbbet Velence és Montferrati Bonifác profitált.[45][52][53]
- Husz János – Husz János idejében két ellenpápa is uralkodott, egy avignoni és egy pisai. V. Sándor pisai ellenpápa 1409.12.20-án fölhatalmazta Sbinko prágai érseket, hogy Wyclif iratainak és tételeinek terjesztőit közösítse ki. Az érsek emiatt 1410-ben kiközösítette Husz János papot, aki 1410.06.25-én föllebbezett V. Sándor utódjához, XXIII. János pisai ellenpápához. Az ellenpápa 1411 februárjában megerősítette Sbinko érsek eljárását. – Luxemburgi Zsigmond német-római császár a nyugati egyházszakadás megoldására egyetemes zsinatot hívott össze Konstanzba (A lemondani nem akaró XXIII. János pisai ellenpápát 1415.05.29-én letették (letétel (lat. depositio): egyházi személy végleges megfosztása minden egyházi hatalomtól anélkül, hogy kizárnák a klérusból). XII. Gergely pápa lemondó nyilatkozatát 1415.07.04-én olvasták föl a zsinat előtt, de előzőleg a maga részéről bullával érvényesítette a zsinatot. XIII. Benedek avignoni ellenpápa szintén nem volt hajlandó lemondani, ezért 1417.07.26-án a zsinat őt is letette. Csak ezután, 1417.11.11-én választották meg V. Mártont pápának). Egyben itt akarta Husz ügyét is rendezni. Ügyének kivizsgálásáig Husz kiközösítését XXIII. János ellenpápa fölfüggesztette, azzal a feltétellel, hogy nem misézhet és nem prédikálhat. Husz ezt figyelmen kívül hagyva misézni és prédikálni kezdett Konstanzban, ezért börtönbe zárták. Három zsinati napon sikertelenül védte tanait. Ezután három hét gondolkodási időt kapott, de nem vonta vissza azokat. Ekkor szavazás következett. A királyt nem számítva 88 személy szavazhatott (választófejedelmek és képviselők, hercegek, érsekek és püspökök, tartományok és városok képviselői). A következő három pontra feleltek „igen” vagy „nem” szavazattal: 1. Eretnek-e Husz: 51 igen; 2. jogosult-e büntetés kiszabására a zsinat: 51 igen; 3. mi legyen a büntetés: semmi (30 szavazat) – vezeklés (10 szavazat) – halál, ha nem tagadja meg tanait (45 szavazat + a római legátus + a király). A felmentés és a halálra ítélés mellett nagyjából ugyanannyi klerikus és laikus voksolt. A szavazás eredménye alapján 1415.07.06-án Huszt eretneknek nyilvánították, megfosztották papi méltóságától, átadták a világi hatóságoknak, máglyahalálra ítélték, és még aznap megégették. II. János Pál pápa 1997.04.24-én elindította rehabilitációját.[54][55][56][57][58]
- Nogent-i Guibert
- William Ockham 1328-ban
- Guidantonio da Montefeltro Urbino grófja
- Sigismondo Pandolfo Malatesta 1437-ben

## 16–19. század

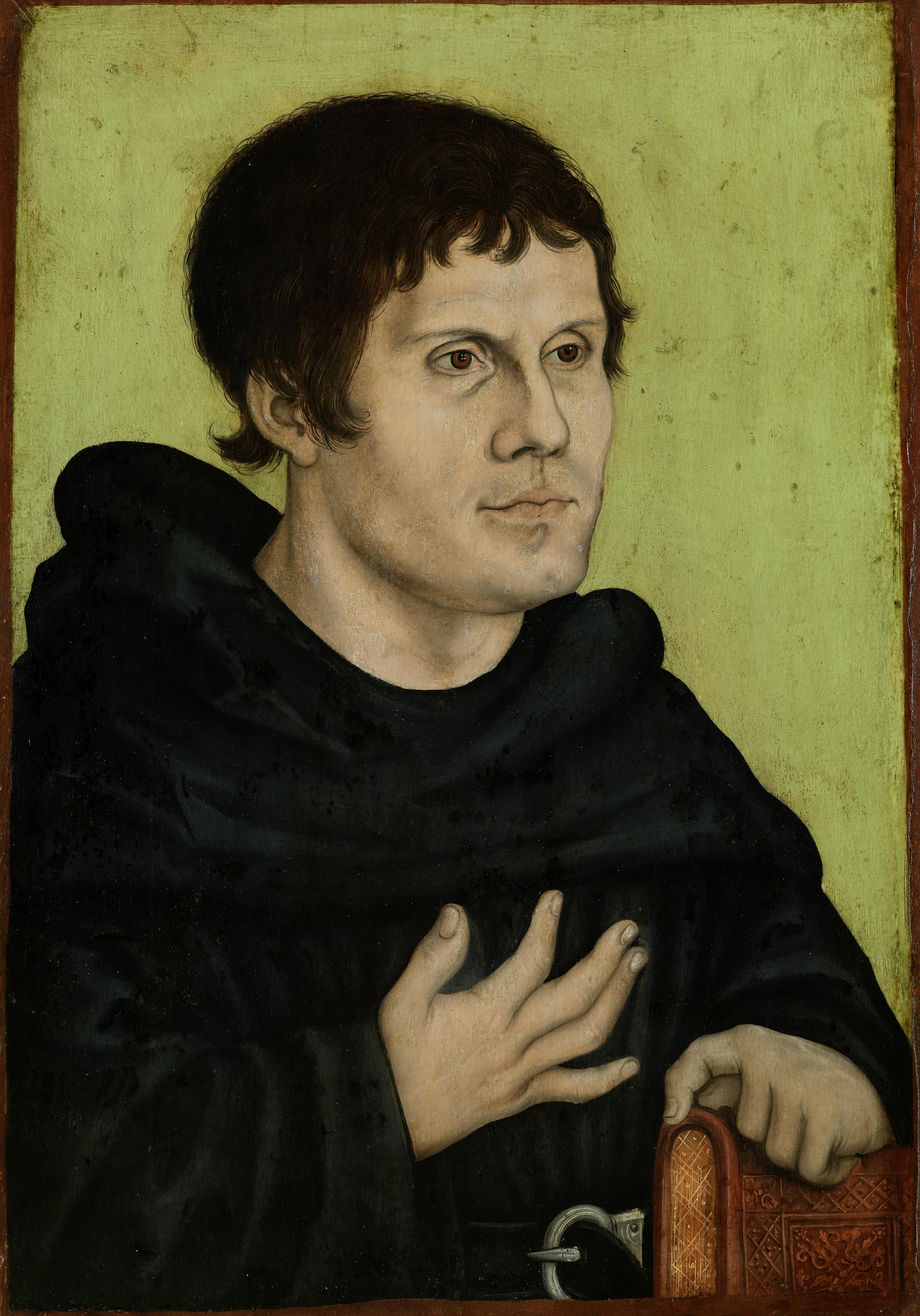
Luther Mártont X. Leó pápa 1521-ben közösítette ki. II. János Pál pápa 1983-ban visszavonta a kiközösítést.

- Giordano Bruno – teológiai tévtanai miatt 1577 táján a kálvinisták, 1588 táján az evangélikusok, végül 1600-ban a katolikusok is kiközösítették.
- Miguel de Cervantes - Sevillába költözött, ahol terménybehajtó lett Antonio de Guevara udvari beszállító megbízásából. Ilyen minőségében lefoglalta néhány écijai javadalommal rendelkező kanonok gabonáját, amiért Sevilla fővikáriusa kiátkozta.
- IV. Henrik francia király
- VIII. Henrik angol király 1533-ban
- Andreas Karlstadt 1520-ban
- Luther Márton – Tanai miatt X. Leó pápa 1521. január 3-án kiközösítette. II. János Pál pápa 1983-ban visszavonta a kiközösítést.[59]
- Martin Bucer 1523-ban
- I. Erzsébet angol királynő 1570-ben
- Alfonso d'Este, Ferrara hercege 1510-ben
- Charles d'Amboise 1510-ben
- Velence valamennyi polgára 1509-ben
- Giovanni Bentivoglio 1506-ban
- Pietro Colonna 1501-ben
- Charles-Maurice de Talleyrand 1789-ben
- Miguel Hidalgo y Costilla mexikói forradalmár
- Edward McGlynn 1887-ben
- Antonio José Martínez atya
- Mary MacKillop nővér – Az ausztrál őserdei gyerekek tanítására szentelte életét. Adelaide-ban megalapította a Szent József Nővérei kongregációt. 1866.08.15-én társaival fogadalmat tett. Egyházi és laikus részről egyaránt sok meg nem értésben volt részük. Az ausztrál egyház magasabb rangú vezetői szintjén visszaéléseket tapasztalt, melyekkel bátran szembeszállt, ezért 1871-ben Adelaide püspöke kiközösítette, a közösséget feloszlatta, de IX. Piusz pápa védelmébe vette, így 1872-ben visszavonták a kiközösítést (rehabilitálták). II. János Pál pápa 1995. január 19-én boldoggá, XVI. Benedek pápa 2010. október 17-én szentté avatta.[60][61]
- I. Napóleon francia császár

## 20. század

Marcel Lefebvre

- James Callan, Mary Ramerman és a Spiritus Christi szekta tagjai 1999-ben
- Marcel Lefebvre francia érsek – A francia-svájci Ecône kisvárosban 1970.01.11-én hozta létre a II. vatikáni zsinatot elutasító, tradicionalista mozgalmat, a Szent X. Piusz Papi Testvérületet (FSSPX). Ebben az évben fölállította ugyanitt a Szent X. Pius Szemináriumot is. Az akkori lausanne-i püspök ezekre engedélyt adott. Lefébvre nézeteit egyre szélesebb körben terjesztette, így 1975-ben a lausanne-i püspök visszavonta a működési engedélyt, VI. Pál pápa pedig megtiltotta a szemináriumban a papnevelést és a papszentelést. Ennek ellenére 1976-ban ismét történt itt papszentelés. VI. Pál pápa 1976.07.24-én felfüggesztette a főpapi, papi tevékenységtől. A pápa tilalma ellenére folyamatosan diákonusokat és papokat szentelt. Amikor pedig 1988.06.30-án Ecône-ban 4 püspököt szentelt (Bernard Tissier de Mallerais, Bernard Fellay, Richard Williamson, Alphonso de Gallreta), magára vonta az önmagától beálló kiközösítés büntetését. A püspökszentelés a katolikus egyház törvényei szerint érvényesen, de meg nem engedett módon történt és így skizmatikus (eretnekséget közelítő) tett volt. Másnap, 07.01-én történt meg a kiközösítés formális kinyilvánítása. II. János Pál pápa apostoli irata megállapította a szentelő érsek, a 4 felszentelt és egy brazíliai püspök asszisztens elszakadását a katolikus egyháztól, és a megfelelő egyházi büntetéseket szabta ki rájuk, figyelmeztetve mindenkit, hogy aki követi őket, ugyanúgy elszakad az Egyháztól, mint ők. Lefebvre érsek ebben az állapotban halt meg. XVI. Benedek pápa 2009.01.21-én a négy püspök kiközösítését feloldotta, ám az egyházban nem tölthetnek be továbbra sem kánoni tisztséget, és törvényesen nem gyakorolhatnak benne semmilyen szolgálatot. Ennek ellenére illegitim módon továbbra is történtek általuk papszentelések.[62][63][64][65]
- François Duvalier Haiti elnöke, majd diktátora
- Leonard Feeney jezsuita szerzetes – Teológiai tévtanokat vallott (az 'extra ecclesiam nulla salus' elvének exkluzivista értelmezése,[66] a  – keresztség hatásait a még kereszteletlen, de hitvalló vértanúk számára szentség nélkül hozó – vérkeresztség[67] és a – jóhiszemű pogányok üdvösségének lehetőségével kapcsolatos – vágykeresztség[68] tagadása), illetve nem ment el Rómába a pápa többszöri utasítására sem, ezért engedetlensége miatt 1953-ban XII. Piusz pápa kiközösítette követőivel együtt, amit végül 1972-ben (Feeney halála előtt 6 évvel) VI. Pál pápa feloldott.[69]
- George Jackson Mivart angol biológus
- Manuel Alonso Corral két alkalommal
- Joaquín Sáenz y Arriaga
- Juan Domingo Perón argentin tábornok és politikus 1955-ben
- Feliksa Kozłowska 1906-ban
- a gyújtogatást, gyilkosságot vagy emberrablást elkövető ír republikánusok 1920-ban
- William Murphy atya 1901-ben
- a független fülöp-szigeteki egyház kikiáltását támogatók 1902-ben
- Fidel Castro – a kubai diktátor marxista-leninistának vallotta magát, az egyházi iskolákat bezáratta és kiutasított Kubából 131 szerzetest, ezért 1962. január 3-án XXIII. János pápa kiközösítette elődje, XII. Piusz pápa rendelete alapján, amely szerint a kommunizmus terjesztőit ki kell közösíteni az egyházból.[70]

## 21. század

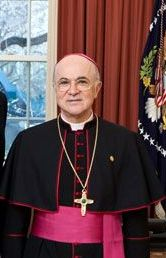
Carlo Maria Viganò korábbi érseket, apostoli nunciust 2024-ben közösítették ki

- Marek Bozek lengyel pap - Többször megtagadta az érsekség utasításainak végrehajtását, támogatta a papi házasodást, sőt rendszeresen fölszólalt annak érdekében, hogy nők is lehessenek papok. Végül már annyira elszakadt az egyházi tanítástól és annyira figyelmen kívül hagyta elöljárói véleményét (engedély nélkül másik plébániára ment, mert szerinte az ottani hívőknek nagyobb szükségük volt rá), hogy kiközösítették.[71]
- Edwin Gonzalez Concepcion - Az állította, hogy ő II. János Pál pápa reinkarnációja.[71]
- Genevieve Beney
- Gert Petrus[71] nambiai pap iszákossága és a boszorkánysággal kapcsolatos sajátos elgondolásai miatt.
- Christine Mayr-Lumetzberger és a "Danube Seven" másik hat tagja
- Emmanuel Milingo zambiai érsek – 2006-ban pápai megbízás nélkül négy házas férfit püspökké, másik négy házas férfit pedig pappá szentelt. Ezzel magára vonta az önmagától beálló kiközösítés mai napig érvényes büntetését („latae sententiae” - Egyházi Törvénykönyv 1382. §). Tettét nem bánta meg, majd pedig püspökké szentelt Kenyában egy nős papot.[72][73][74]
- Margaret McBride amerikai apáca – Valójában soha nem volt kiközösítve, de egy félreértés miatt a média felkapta az ügyét és kiközösítettnek tartották. A nővér egy amerikai katolikus kórházban dolgozik. 2009-ben egy 11 hetes magzattal várandós 27 éves anya került a kórházba. Rendellenességet diagnosztizáltak, ami az anya életét igen erősen veszélyeztette. A nővér az etikai bizottság tagjaként hozzájárult az abortusz elvégzéséhez. Katolikusok számára abortusz csak abban az esetben engedélyezett, ha a cél nem a magzat megölése, hanem az anya életének megmentése, ami esetleg a magzat elvesztésébe is kerülhet (közvetett abortusz). A közvetlen, vagyis direkt a magzat életének kioltását célzó abortusz elvégzése automatikus kiközösítést von maga után. A helyi püspök félreértette a helyzetet, ezért úgy vélte, hogy automatikusan beállt a kiközösítés. 2011 decemberére tisztázták a helyzetet.[75][76]
- Carlo Maria Viganò, egykori érsek, apostoli nuncius, a Vatikánváros Kormányzóságának volt főtitkára. Ferenc pápa és az egyház korrupciójának kemény kritikusa volt,[77] aki az egyházban jelen lévő kínos ügyeket hozott nyilvánosságra.